# عبد الله عبد الرازق إبراهيم
الأستاذ الدكتور عبد الله عبد الرازق إبراهيم، أستاذ التاريخ الحديث والمعاصر. ولد عام 1939 بمحافظة الشرقية في جمهورية مصر العربية.تاريخ الوفاة = 20 ديسمبر 2024 وتوفي عن عمر يناهز 85 عامًا

## المؤهلات العلمية
1- ليسانس الآداب قسم اللغة الإنجليزية – جامعة القاهرة 1962
2- ليسانس الآداب قسم التاريخ جامعة عين شمس 1978
3- ماجستير في الدراسات الأفريقية – من قسم التاريخ بمعهد البحوث والدراسات الأفريقية 1967 وعنوان الرسالة: نظام الحكم البريطاني غير المباشر كما طبقته بريطانيا في نيجيريا " 1900 – 1945"
4- دكتوراه الفلسفة في التاريخ الأفريقي من معهد البحوث والدراسات الأفريقية – جامعة القاهرة 1982 بمرتبة الشرف مع طبع الرسالة على نفقة الجامعة وتبادلها مع الجامعات الأخرى لأهميتها وكان عنوان الرسالة : دولة صكتو من 1817 – 1903

## الوظائف السابقـة
1. معيد بقسم التاريخ بالمعهد عام 1979/1982 ومدرس مساعد 1980 - 1982
2. مدرس بقسم التاريخ بمعهد البحوث والدراسات الأفريقية 1982- 1987
3. أستاذ مساعد بقسم التاريخ 1987 – 1992
4. أستاذ التاريخ الحديث والمعاصر ابتداء من 1992 حتى الآن
5. وكيل المعهد للدراسات العليا والبحوث 1994 - 1999
6. أعير إلى جامعة قطر عام 1986 - 1992
7. أستاذ متفرغ بقسم التاريخ ابتداء من 20/8/1999
8. أستاذ تاريخ بكليتي الآداب والتربية جامعة بني سويف
9. أستاذ غير متفرغ بقسم التاريخ بالمعهد ابتداء من 20/8/2009.

## البحوث العلمية

### بحوث في اتحاد المؤرخين العرب
1. دور الجزائر في الجهاد البحري في القرن السادس عشر ندوة 28/11/1994.
2. الصراع المغربي البرتغالي في النصف الثاني من القرن السادس عشر، رحلة صليبية جديدة 29/11/1995
3. دور بريطانيا في التنافس الاستعماري في الخليج العربي، نوفمبر1996.
4. المخطوطات العربية في نيجيريا كمصدر لتاريخ العرب في أفريقيــــا، نوفمبر 1998.
5. موقف السنوسيين من التوسع الأوربي في شمال أفريقيا، المؤرخين العرب نوفمبر 1999.

### بحوث في الجماهيرية الليبية
1. دور رابح فضل الله في نشر الثقافة واللغة العربية في تشاد – المائدة يوليه – 2001
2. التعليم الابتدائي في نيجيريا نشأته وتطوره ومستقبله – ودان ليبيا 2004
3. العولمة والتراث العربي الإسلامي – الكتاب الأخضر – سبها 19 يونيه 2004.
4. دور الشراكة الاقتصادية في تحقيق التنمية المستدامـة في أفريقيا، المائدة المستديرة – ليبيا 2005.
5. القيم الأخلاقية في الإسلام ومستقبل الإنسانية – المائدة المستديرة – يوليه 2006.

### بحوث في السودان
1. أحمدو لوبو وحركته الإصلاحية في ماسينا – السودان 2006
2. انتشار الإسلام في غينيا بيساو – الخرطوم 2006
3. تجارة الرقيق وأثرها على العقل الأفريقي – الخرطوم ندوة الإسلام 006
4. دور تمبكتو الجغرافي والاقتصادي في التجارة الصحراوية – الخرطوم 2006
5. الجولوف بين التوسع الإسلامي والاستعمار الفرنسي – 2006

### بحوث في المغرب وتونس والإمارات العربية
1. رحلة فيليكس ديبوا إلى تمبكتو – جامعة محمد الخامس – الرباط 2001
2. دور قبائل الفولاني في نشر الإسلام في غرب أفريقيا في القرن التاسع عشر – تونس 2003.
3. دور الواحة التعليمي والديني – الجغبوب تونس 2004
4. صناعة السفن وتطورها في الخليج العربي – مؤتمر الملاحة في الخليج العربي – الشارقة 2008.
5. الغزو الأجنبي وسياسته – مؤتمر مسلمو شرق أفريقيا – جيبوتي مايو 2006.

### بحوث في المملكة العربية السعودية
1. مكة والمدينة المنورة في مخيلة علماء غرب أفريقيا – ندوة الحج الكبرى – يناير 2005
2. أثر مكة المكرمة في فكر أحمد بن إدريس، الندوة الكبرى حول مكة عاصمة الثقافة الإسلامية ـ.
3. جهود بعض الدول الأفريقية في تيسير الحج، ندوة الحج الكبرى 2006.
4. العلاقات السعودية الأفريقية في عهد الملك عبد العزيز آل سعود – الرياض – 2009.
5. كتاب أعد عن التاريخ الحربي للملك عبد العزيز آل سعود – الدمام 1978 – خاص بالدارة

### بحوث في المعهد
1. دور بريطانيا في مشكلات الحدود في القرن الأفريقي – الندوة الدولية للقرن الأفريقي
2. الصراع الأوربي وآثاره علي القرن الأفريقي – القاهرة 1987
3. الجذور التاريخية للصراع الحدودي بين موريتانيا والسنغال - المعهد 1995.
4. دور الأمم المتحدة في تصفية المستعمرات البرتغالية في أفريقيا – 1995
5. مصر وقضايا التحرير الوطني والتنمية في أفريقيا في الحقبة الناصرية، مسيرة العلاقات في عالم متغي 1996.

### بحوث في كلية الآداب – جامعة القاهرة
1. مصر والثورة الجزائرية – ندوة حوض البحر المتوسط - آداب القاهرة – مارس 1985
2. العرب والتغلغل الإسرائيلي في أفريقيا – كلية الآداب – مارس 1987.
3. سلاح البترول وأثره في حرب أكتوبر 1973 – كلية الآداب جامعة الزقازيق.
4. الصراع الاستعماري علي مصر والخليج العربي في النصف الأول من القرن التاسع عشر – كلية الآداب – فبراير 1993.
5. دور مصر في حركة التحرر الوطني في المغرب ما بين الحربين، جامعة حلوان – مارس 2002.

### بحوث في مجلدات علمية
1. حركات الإصلاح في غرب أفريقيا – نشرة معهد البحوث والدراسات الأفريقية العدد (4) 1982.
2. مؤتمر برلين 1884–1885 وأثره علي الخريطة السياسية لغرب أفريقيا –مجلة معهد البحوث والدراسات الأفريقية– العدد12 لسنة 1983.
3. قضية ناميبيا والجذور التاريخية للمشكلة – نشرة معهد البحوث والدراسات الأفريقية - العدد 10 ، 1985.
4. الجهود الدولية لإلغاء الرق في أفريقيا – مجلة الجمعية المصرية للدراسات التاريخية – جامعة طنطا، القاهرة 1986.
5. ثورة الماجي ماجي في تنجانيقا – كمثل لمقاومة الاستعمار الألماني، مجلية كلية الآداب جامعة طنطا، القاهرة 1986.

## الكتب المؤلفة التي نشرت

### أ. مؤلفات منفردة
1. المسلمون والاستعمار الأوربي لأفريقيا، 1989 عن سلسلة عالم المعرفة، الكويت.[1]
2. الإسلام والحضارة الإسلامية في نيجيريا، مكتبة الأنجلو المصرية، 1984
3. مصر وحركات التحرر الوطني في شمال أفريقيا، سلسلة مصر النهضة، 1986
4. أضواء على الطرق الصوفية في أفريقيا
5. نلسون مانديلا ودوره في تحرير جنوب أفريقيا

### ب - مؤلفات مشتركة
1. تاريخ العرب الحديث والمعاصر – الدوحة 1989.
2. تاريخ العرب الحديث والمعاصر – القاهرة 1990.
3. تاريخ أوروبا الحديث والمعاصر – القاهرة 1985.
4. تاريخ مصر الحديث والمعاصر – القاهرة 1989.
5. مشكلات المسلمين في أفريقيا – 1997.

## النشاط الأكاديمي
أولا: قام بالتدريس في جامعات المنوفية وطنطا، وعين شمس والمنيا، وفرع جامعة القاهرة ببني سويف منذ عام 1985.
ثانيا: قام بالإشراف على العديد من رسائل الماجستير والدكتوراه في الجامعات المصرية في الزقازيق، وبني سويف، جامعة الأزهر، وجامعة المنيا وأسيوط، وكلية الدراسات الإنسانية والمنوفية.
ثالثا: شارك في كل مؤتمرات وندوات معهد البحوث والدراسات الأفريقية وله في كل مؤتمر وندوة بحث ينشر مع أعمال الندوة.
رابعا: عضو الجمعية المصرية للدراسات التاريخية، جمعية اتحاد المؤرخين العرب التي تأسست منذ عام 1990 – وله بحث منشور في كل ندواتها السنوية ولمدة عشر سنوات، وعضو جمعية الإنسان والبيئة الأفريقية وأمين الصندوق بها، وعضو الجمعية الجغرافية المصرية بالقاهرة.
خامسا: شارك في مؤتمر المائدة المستديرة بالجماهيرية الليبية عام 2001 ، 2003 وقدم العديد من البحوث حول اللغة العربية في تشاد وأزمة الشرعية في القارة الأفريقية واستمر يمارس المشاركة في نشاطها حتى اليوم.
سادسا: أعير إلى جامعة قطر منذ 1987 وحتى عام 1992 وشارك في تدريس معظم مواد التاريخ الحديث والمعاصر بالجامعة، كما ألقى العديد من المحاضرات في السمنارات بالكلية والجامعة.
سابعا: قام بترجمة:
1. ترجمة ثلاثة كتب للرحالة الأوربيين الذين زاروا غرب أفريقيا، فضلا عن ترجمة كتاب أفريقيا منذ عام 1800م.
2. رحلة كشف أفريقيا الغربية وشمالها للرحالة دنهام وأودتي وكلايرتون (مجلدان 2001)
3. تمبكت العجيبة – إعداد فيليكس ديبو 2003 – المجلس الأعلى للثقافــة.
4. أفريقيا منذ عام 1800 – المجلس الأعلى للترجمة 2005.
5. تراث الهند، مجموعة باحثين – القاهرة 2006.

## الإشراف على الرسائل العلمية في المعهد والجامعات الإقليمة
يشرف على عدد كبير من الرسائل العلمية سواء في مصر أو الخارج حيث يشرف على أكثر من ثلاثين رسالة بمعهد البحوث والدراسات الأفريقية فضلاً عن الإشراف على رسائل في جامعة بنى سويف وجامعة المنوفية، يشرف أيضاً على رسالتين في جامعة الفارابى بدولة كازكستان في كلية الإستشراق إحداهما حول القدس في العلاقات العربية والإسرائيلية والثانية حول العلاقات الإيرانية العراقية.
إلى جانب هذا يقوم بمناقشة العديد من الرسائل في الماجستير والدكتوراه في جامعة القاهرة و بنى سويف وجامعة الأزهر وكلية اللغة العربية، وكلية الدراسات الإنسانية، وكلية الآداب في الزقازيق، وكلية بنات عين شمس، وكلية الآداب بالمنيا وأسيوط.